# Dmc시티워크

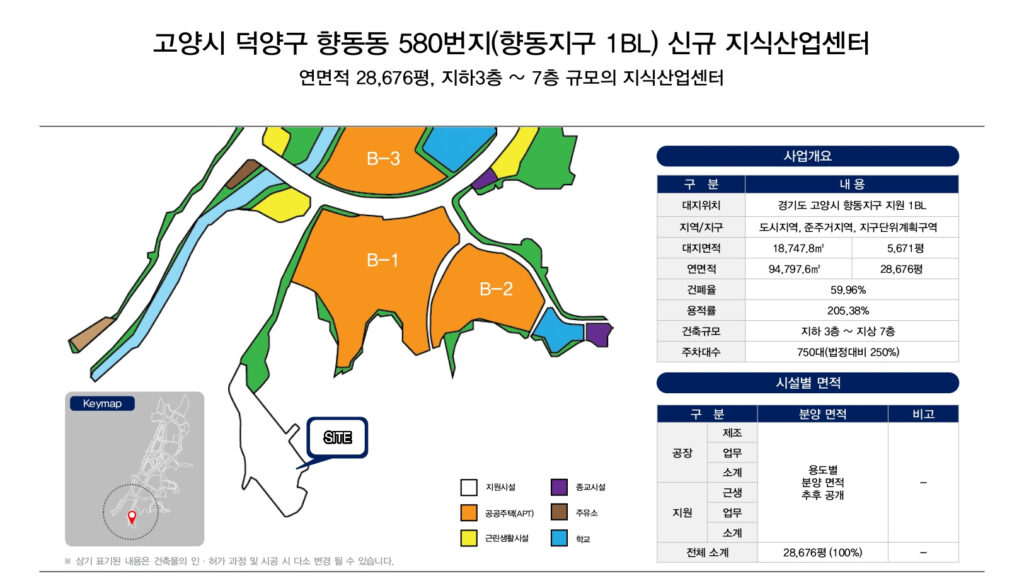

DMC시티워크(영어: DMC DMC CityWork)는 대한민국 경기도 고양시 덕양구 향동동 580번지(1블럭)에 위치한 지식산업센터이다.
규모는 지하 3층부터 지상 7층 높이로 연면적 28,676평, 대지면적 5,671평, 건폐율 59.96%, 용적률 205.38%를 가지고 있다.
공장은 업무형과 제조형으로 나뉘고 지원 시설은 근린생활시설과 업무시설로 구분된다.